# Unkelsteinbrücke
Die Unkelsteinbrücke  ist eine Hochstraße, die die zwischen Oberwinter und Remagen am Rhein entlang verlaufende Bundesstraße 9 über den Unkelbach, die örtliche Straße Unkelbachtal und die Gleise der linken Rheinstrecke führt.
Sie hat ihren Namen von den Unkelsteinen, einem ehemals gefürchteten Schifffahrtshindernis.
Die Brücke hat, ebenso wie die B9 in diesem Bereich, zwei Fahrspuren und beidseits einen Standstreifen. Sie ist 346,6 m lang und 14,9 m breit.
Sie wurde in den Jahren 1955 bis 1957 gebaut, weil die häufigen Überschwemmungen der Uferstraße und der damals noch höhengleiche Bahnübergang für den zunehmenden Verkehr als unzumutbare Behinderungen angesehen wurden und der enge Raum zwischen dem Rhein und seinen Uferhängen keine andere Lösung zuließ.
Die von Ulrich Finsterwalder mit architektonischer Beratung durch Gerd Lohmer geplante und von Dyckerhoff & Widmann ausgeführte Brücke war eine der frühen Spannbetonbrücken und wohl die erste Hochstraße. Ihr zweizelliger, 2 m hoher Hohlkasten steht auf 8 mittig angeordneten Pfeilern, eine für die damalige Zeit neue und ungewöhnliche Einpunktunterstützung.
Sie ist in schlechtem Zustand mit umfangreichen Beton- und Korrosionsschäden an Bewehrung und Geländern und Defiziten an den Koppelfugen. Eine Instandsetzung wäre nicht wirtschaftlich. Langfristig ist daher eine Erneuerung vorgesehen.